# Relations entre le Nicaragua et l'Union européenne
Les relations entre le Nicaragua et l’Union européenne reposent sur le dialogue de San José de 1984 ainsi que l'accord de coopération de 1993.

## Accords
Le Nicaragua a signé, avec d'autres pays d'Amérique centrale, l'accord-cadre de coopération entre l'UE et l'Amérique centrale en 1993 et le dialogue politique et de coopération en 2003.
Le Nicaragua est aussi membre de l'accord d'association UE-Amérique centrale de Tegucigalpa, signé le 29 juin 2012.

## Sources

## Compléments